# Slapstick

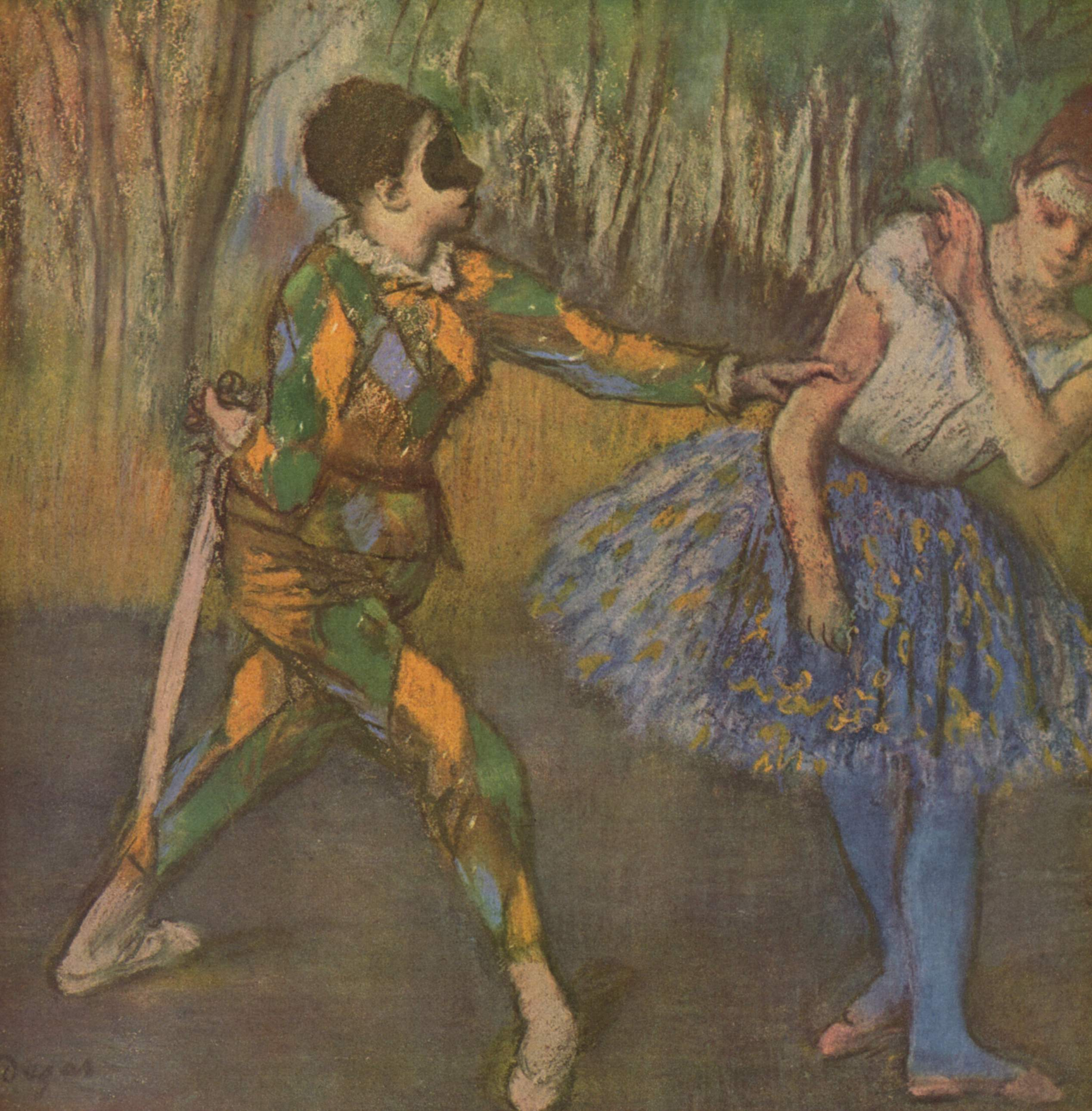
Harlekijn (met battacio) en Columbine

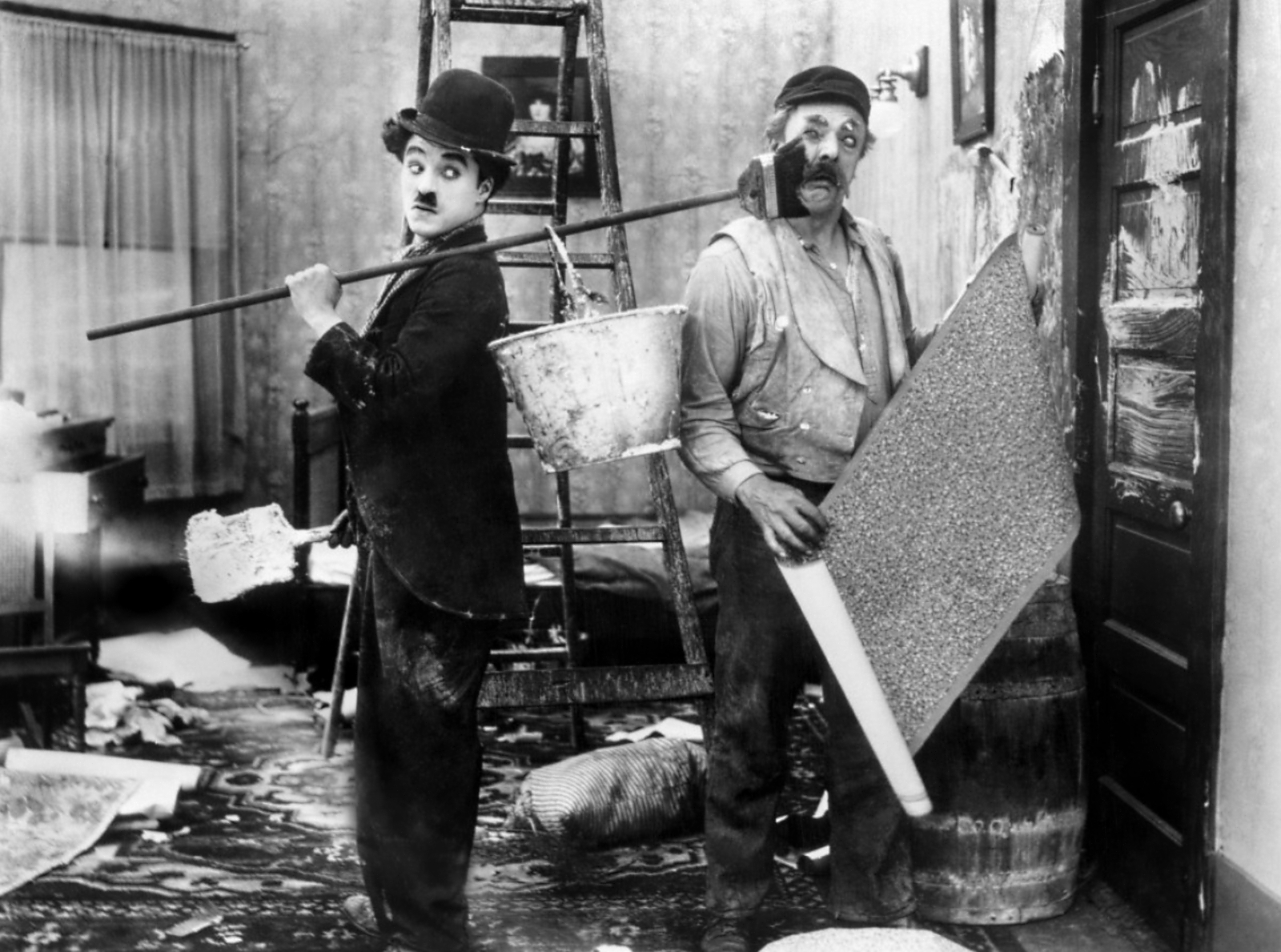
Een slapstickscène uit de film His New Job uit 1915 van Charlie Chaplin. Chaplins werk bevatte veel elementen van slapstick.

Een slapstick is een soort komedie waarin lichamelijke acties de hoofdrol spelen en waarbij de grappige situaties snel opvolgend zijn. Klassieke voorbeelden zijn: de glijpartij over een bananenschil, gooien met taart, meel, verf en dergelijke, mensen die een langwerpig voorwerp dragen en bij het draaien er iemand mee tegen het hoofd stoten, schieten, explosies, en chaotische achtervolgingen door druk verkeer; binnenshuis liefst in een gang met veel deuren en dan maar heen en weer rennen tussen die kamers.
De meeste "klassieke" slapstick films dateren uit de 'stille' periode, waardoor er dus geen actie-geluiden te horen zijn. Het woord slapstick is afkomstig van een houten percussie-instrument, dat bij een daarmee gegeven slag veel geluid maakt, echter zonder dat daar veel kracht voor nodig is. Het geluid werd of wordt gebruikt om het effect te versterken als iemand een klap krijgt of valt of botst, en dergelijke, wat in zulke producties veel voorkomt.  De battacio uit de commedia dell'arte wordt in het Engels slap stick genoemd. 
Andere kenmerken van vooroorlogse slapstickfilms zijn de leidinggevenden die zich meestal gedragen als tirannieke slavendrijvers, en kwade vaders die meestal de "waardeloze" man(nen) waar hun dochter verliefd op is weigeren te accepteren als schoonzoon en hem "naar goede gewoonte" naar het leven staan, aangezien zij als vaders zelf wel zullen bepalen met wie hun dochter moet trouwen.("over mijn lijk!")
Bekende meesters van dit genre waren Laurel en Hardy, Max Linder, Harold Lloyd, de Three Stooges, The Keystone Cops, Buster Keaton, Danny Kaye, Charlie Chaplin, Snub Pollard, Ben Turpin, alle kinderen uit de Our Gang reeks, en Larry Semon. In de stomme film wordt de slapstick veel gebruikt. Ook in strips als Kuifje, Suske en Wiske, Asterix en Guust en tekenfilms als Tom en Jerry, de Roze panter en Bugs Bunny worden veel slapstick-effecten gebruikt. Moderne(re) slapstick kan teruggevonden worden bij bijvoorbeeld Benny Hill, The Naked Gun, Scary Movie, Home Alone, Some Mothers Do 'Ave 'Em, Mr. Bean, Louis de Funès en F.C. De Kampioenen.
Slapstick is niet altijd een komedie uit het tijdperk van de stomme film. Iedere komiek, sitcom, komedie die gebruikmaakt van visuele humor, maakt slapstick. Doorgaans zijn dit vooral vechtpartijen, achtervolgingsscènes, valpartijen, rare gezichten trekken en dergelijke. Het is afkomstig uit de toneelwereld; Shakespeare bijvoorbeeld gebruikte het al.
Ook in de literatuur wordt de term slapstick gebruikt om dit soort humor een naam te geven. Zo kan de humor van Arnon Grunberg en Jan Arends slapstick genoemd worden.